# Rosário Monumental de Montserrat

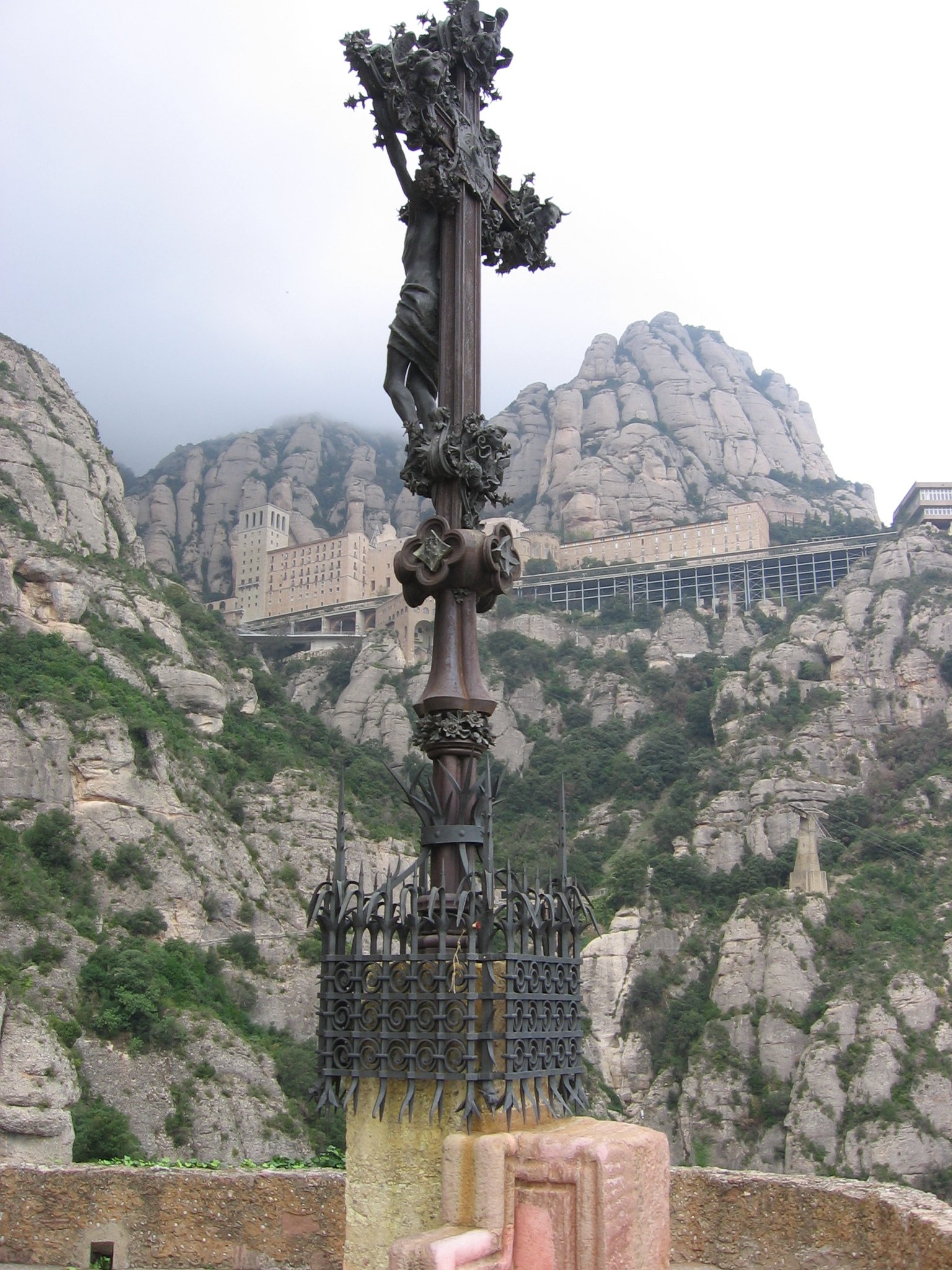
Vista do caminho com o mosteiro ao fundo.

O Rosário Monumental de Montserrat é um conjunto de obras escultóricas de cunho religioso situadas no caminho que conduz ao Mosteiro de Montserrat a à gruta onde foi encontrada a imagem da Virgem no ano 880. 
O caminho foi escavado ao longo da Montanha de Montserrat entre 1691 e 1704, graças ao mecenato de Gertrudis de Camporrell, marquesa de Tamarit. Ao longo do seu percurso foram situados vários grupos escultóricos dedicados ao Santo Rosário e aos quinze mistérios da Virgem, construídos entre 1896 e 1916. As obras foram custeadas com doações particulares, sobretudo de confrarias e entidades católicas, graças ao apelo de Jaume Collell i Bancells, cónego da Catedral de Vic, que na revista jesuíta El Mensajero del Corazón de Jesús promoveu uma campanha para a construção do Rosário Monumental.
Na sua construção intervieram arquitetos como Antoni Gaudí, Josep Puig i Cadafalch e Enric Sagnier i Villavecchia, e escultores como Josep Llimona e os irmãos Agapit e Venanci Vallmitjana. Devido à sua variada autoria, o Rosário Monumental não tem um selo estilístico comum, mas em geral enquadra-se dentro do modernismo catalão. Em 1983 foi necessário refazer o Segundo Mistério Gozoso, A Visitação de Maria a Isabel; o novo grupo escultórico, em bronze, é da autoria do escultor Manuel Cusachs.

## Os quinze mistérios

### Mistérios Gozosos

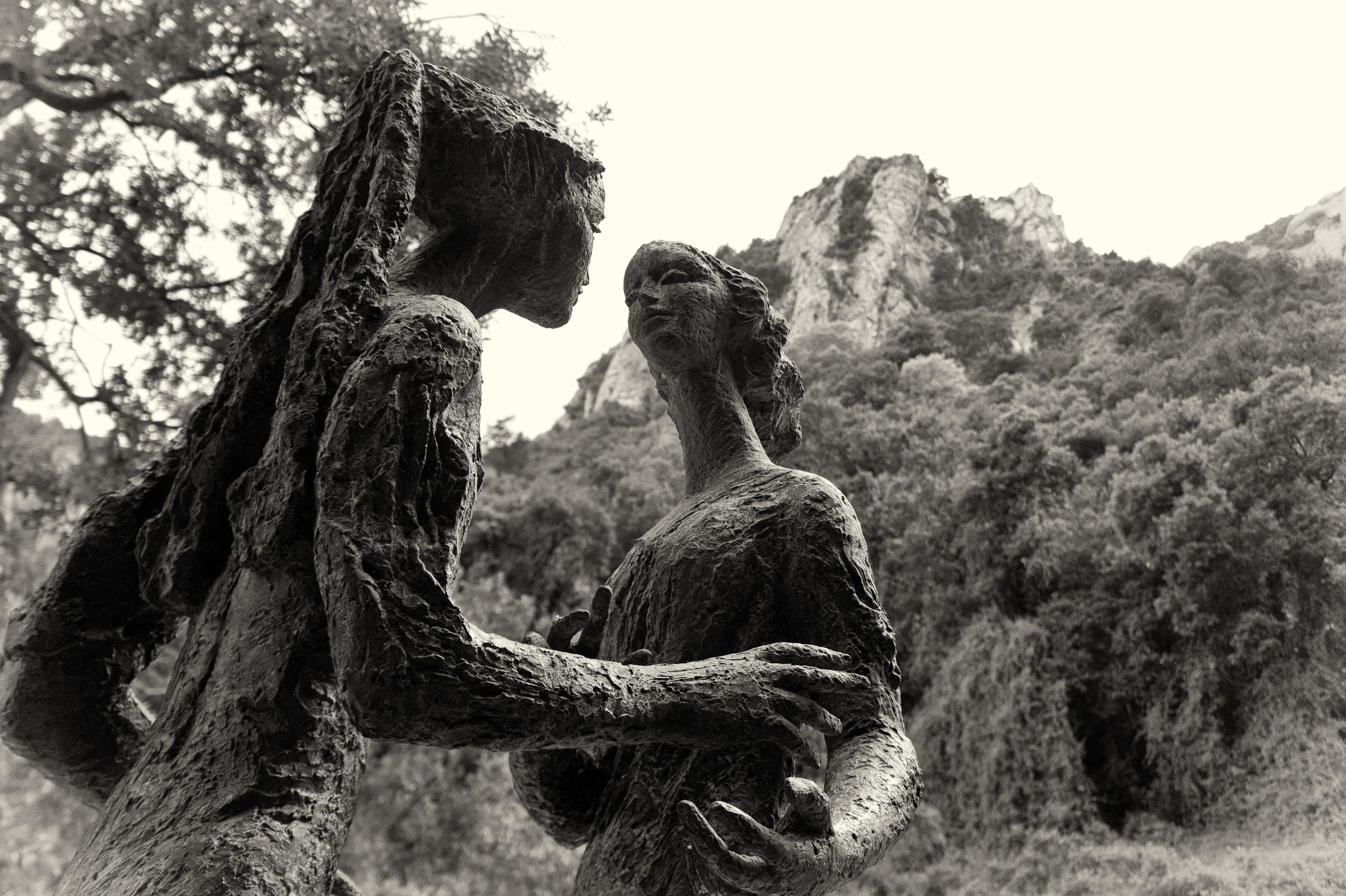
Segundo Mistério Gozoso.

- Primeiro Mistério Gozoso: A Anunciação do Anjo a Maria.

Obra do escultor Pujol i García, com um relevo de mármore de Francesc Pagès i Serratosa (1896).
- Segundo Mistério Gozoso: A Visitação de Maria a Isabel.

Obra do arquiteto Enric Sagnier i Villavecchia e do escultor Venanci Vallmitjana (Visitação) (1902).
- Terceiro Mistério Gozoso: O Nascimento de Jesus no presépio de Belém.

Obra do arquiteto Josep Puig i Cadafalch e do escultor Josep Llimona (1901)
- Quarto Mistério Gozoso: A Apresentação de Jesus no Templo.

Obra do arquiteto Joan Martorell e do escultor Josep Maria Barnadas (1904)
- Quinto Mistério Gozoso: O Encontro de Jesus no Templo, entre os Doutores.

Obra do arquiteto Joan Martorell e do escultor Josep Maria Barnadas (1906)

### Mistérios Dolorosos

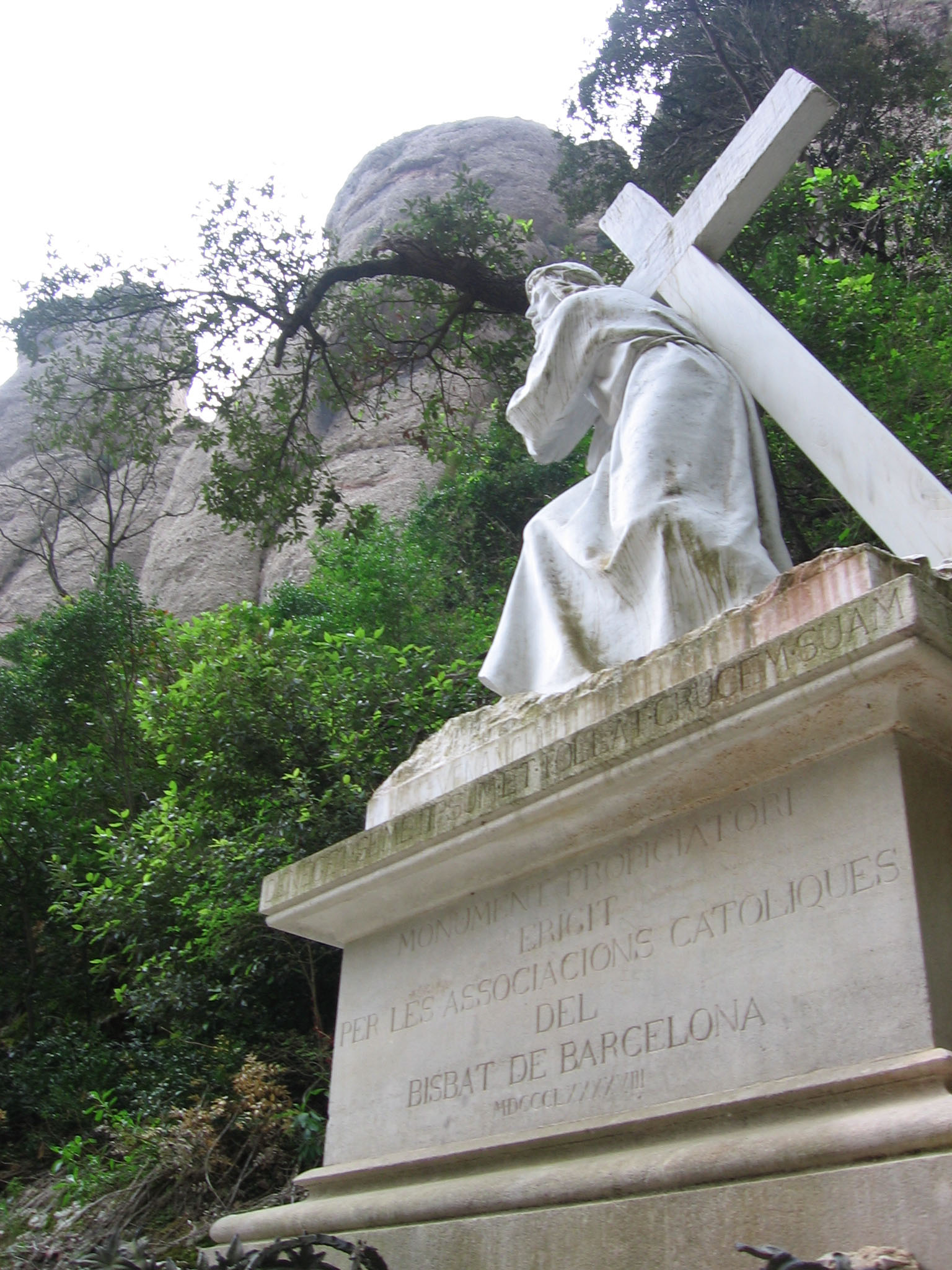
Quarto Mistério Doloroso.

- Primeiro Mistério Doloroso. Oração e Agonia de Jesus no Jardim das Oliveiras.

Obra do arquiteto Joaquim Codina i Matalí e do escultor Josep Campeny i Santamaria (1897)
- Segundo Mistério Doloroso. A Flagelação de Jesus.

Obra do arquiteto Francisco de Paula del Villar y Carmona e do escultor Agapit Vallmitjana (1898)
- Terceiro Mistério Doloroso. A Coroação de espinhos.

Obra do arquiteto Enric Sagnier i Villavecchia e do escultor Anselm Nogués (1901)
- Quarto Mistério Doloroso. Jesus a caminho do Calvário e o encontro com Maria.

Obra do arquiteto Joan Martorell e do escultor Venanci Vallmitjana (1899)
- Quinto Mistério Doloroso. A Cruxificação e Morte de Jesus.

Obra do arquiteto Josep Puig i Cadafalch e do escultor Josep Llimona (1896)

### Mistérios Gloriosos

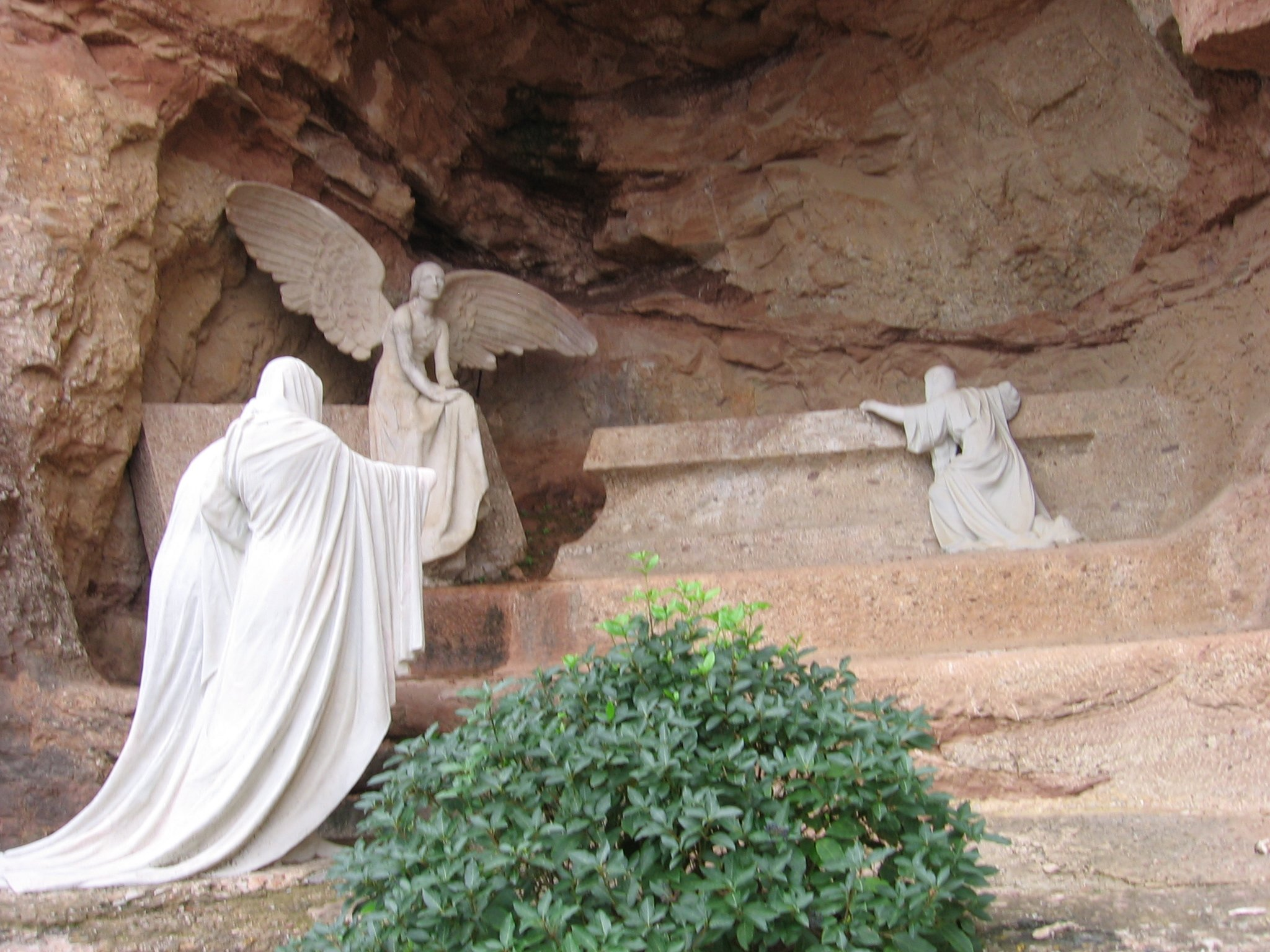
Primeiro Mistério Glorioso.

- Primeiro Mistério Glorioso. A Ressurreição de Jesus.

Obra do arquiteto Antoni Gaudí e dos escultores Josep Llimona (Cristo ressuscitado) e Dionís Renart (As Três Marias) (1903-1916)
- Segundo Mistério Glorioso. A Ascensão de Jesus ao Céu.

Obra do arquiteto Bonaventura Bassegoda i Amigó e do escultor Josep Reynés (1903)
- Terceiro Mistério Glorioso. A descida do Espírito Santo sobre os Apóstolos.

Obra do arquiteto Joan Martorell e do escultor Josep Maria Barnadas (?)
- Quarto Mistério Glorioso. A Assunção de Maria ao Céu.

Obra do arquiteto Codina i Matalí e do escultor  Venanci Vallmitjana (1900)
- Quinto Mistério Glorioso. A Coroação de Maria.

Obra do arquiteto Joaquim Codina i Matalí e do escultor Joan Flotats (1906)